# Celia Pacquola
Celia Pacquola, född 12 februari 1983 i Victoria, är en australisk skådespelare.
Pacquola har bland annat medverkat i TV-serierna Utopia (2014-2023), Rosehaven (2016-2021), Mustangs FC (2017-2020) och Love Me (2021-2023).

## Filmografi (i urval)
- 2014-2023: Utopia
- 2016-2021: Rosehaven
- 2017-2020: Mustangs FC
- 2021-2023: Love Me